# 2016年里約熱內盧奧運會及帕運會組織委員會
2016年里約熱內盧奧運會及帕運會組織委員會（葡萄牙語：Comitê Organizador dos Jogos Olimpícos e Paralímpicos Rio de Janeiro 2016）是負責2016年夏季奧林匹克運動會與2016年夏季帕拉林匹克運動會規劃和發展的組織。

## 組織成員
組織成員包括：
- 卡洛斯·亞瑟·努茲曼（英语：Carlos Arthur Nuzman） - 主席[1]